# أحمد مصباحي
 أحمد مصباحي هو لاعب كرة قدم مغربي سابق من مواليد 17 يناير 1966، شارك مع المنتخب المغربي في كأس العالم لكرة القدم 1994 .

## وصلات خارجية
- أحمد مصباحي على موقع الاتحاد الدولي (مؤرشف)  (الإنجليزية)
- أحمد مصباحي على موقع قاعدة بيانات كرة القدم.إي يو (الإنجليزية)
- أحمد مصباحي على موقع ناشيونال فوتبول تيمز (الإنجليزية)